# Cafe Little Wish
《Cafe Little Wish》（カフェ・リトルウィッシュ）是日本遊戲品牌ぱてぃしぇ開發並於2003年2月14日所推出的WindowsPC平台成人遊戲。2003年5月29日由Princess Soft發售Dreamcast和PlayStation 2版。該遊戲故事開始於失去記憶的主角来到Cafe Little Wish用餐，但因沒錢，於是以打工来補償损失。

## 評價
在《Cafe Little Wish》中擁有許多故事分支，並提供玩家與五名女主角互動的選擇。根據有限公司Peaks曾發行的業界報《PC NEWS》所公佈的日本全國美少女遊戲銷售量排行榜，《Cafe Little Wish》首次銷售隨即成為排行榜第12名，之後排名第28名。書籍和原聲帶等媒體也陸續發布。

## 外部連結
- Princess Soft（日語）
- .   [2015-06-22]. （原始内容存档于2003-08-03）. （日語）
- .   [2015-06-22]. （原始内容存档于2004-07-25）. （日語）
- .   [2015-06-22]. （原始内容存档于2004-07-18）. （日語）